# Twelve (альбом)
Twelve — первый и единственный японский студийный альбом южнокорейско- японской проектной гёрл-группы IZ*ONE. Он был выпущен 21 октября 2020 года. Альбом был выпущен в трех разных физических версиях с семью различными обложками. Он также содержит избранные треки записанные на корейском языке, переизданных на японском языке.

## Коммерческий успех
Альбом дебютировал на первом месте как в японском чарте Oricon, так и в чарте Billboard Japan Hot Albums, став их первым альбомом, попавшим туда. Альбом был продан тиражом более 124 178 экземпляров в день его выпуска, побив рекорд самых высоких продаж альбомов в первый день в Японии, рекорд, ранее принадлежавший Twice и их сборник песен #Twice2, который продал 95 825 экземпляров в день его выпуска.

## Чарты

### Еженедельный чарт
| Чарт (2020)              | Высшая позиция |
| ------------------------ | -------------- |
| Япония (Billboard Japan) | 1              |
| Япония (Oricon)          | 1              |

### Итоговый чарт
| Чарт (2020)     | Позиция |
| --------------- | ------- |
| Япония (Oricon) | 25      |

## Сертификация и продажи
| Регион | Сертификация | Продажи |
| ------ | ------------ | ------- |
| Япония | —            | 135,113 |

## Примечание
1. ↑  IZ*ONE日本1stアルバム「Twelve」 リリース決定 (неопр.). Iz*One Japan official site. Дата обращения: 21 мая 2022. Архивировано 8 июня 2021 года.
2. ↑  IZ*ONE Breaks Record For K-Pop Girl Groups With 1st Day Sales On Oricon's Daily Album Chart. Soompi. Дата обращения: 17 января 2021. Архивировано 24 января 2021 года.
3. ↑  Oricon Top 50 Albums  (яп.). Oricon.  Дата обращения: 31 октября 2020.
4. ↑  オリコン年間 アルバムランキング 2020年度 (яп.). Oricon. Дата обращения: 19 февраля 2021. Архивировано 24 декабря 2020 года.
5. ↑  週間 アルバムランキング 2020年11月02日付. en:Weekly Album Ranking 2020/11/02 (яп.). Oricon. Дата обращения: 28 октября 2020. Архивировано 28 октября 2020 года.